# Natalia Maysundo
Natalia Maysundo (Tacna, 1987) es una cineasta que se desempeña como directora y guionista, además de tener experiencia en la realización audiovisual. Su trabajo en la realización de documentales le ha brindado la oportunidad de conectarse con personas y situaciones diversas, lo que le ha llevado a entender que el cine no es algo reservado para ciertas élites, sino que todos tienen algo valioso que compartir y una perspectiva singular que merece ser apreciada y contemplada.

## Educación
Maysundo ha completado sus estudios en la carrera de Comunicaciones en la Universidad Privada de Tacna.Actualmente, es miembro del equipo itinerante de investigación, educación y comunicación audiovisual de la Asociación Cultural Maizal. Además, es profesora en la Facultad de Ciencias y Artes de la Comunicación en la Pontificia Universidad Católica del Perú y también colabora en proyectos de cine comunitario como docente.

## Carrera
Su primer acercamiento al cine documental fue gracias a Docuperu, y tuvo la ocasión de formar parte de la segunda Caravana Documental que se realizó fuera de Lima. En aquel entonces, experimentó cierto escepticismo en cuanto a la viabilidad de dedicarse al cine como medio de vida, especialmente en el ámbito del cine documental. En el año 2016, participó en un proyecto de Formación Audiovisual que tuvo lugar en el Centro Juvenil de Diagnóstico y Rehabilitación de Lima (ex Maranguita).
Durante el año 2017, el Ministerio de Cultura le otorgó un estímulo económico en el sector de cine y audiovisual por su obra Cautivas y para un taller de altos estudios sobre iluminación y continuidad de la luz.
En el 2020, formó parte de la iniciativa Cine en la escuela con el documental Ánima absorta. Esta iniciativa presentó una colección de cortometrajes de cineastas peruanos de distintos géneros y épocas, con el objetivo de promover la difusión del cine peruano y fomentar la educación visual a través de actividades de mediación.
En el año 2021, el Ministerio de Cultura le otorgó un estímulo económico en el sector cultura por su obra Hacia una imagen propia: prácticas audiovisuales indígenas del Perú.

## Filmografía
- 2022: Las cautivas[6]
- 2021: Hacia una imagen propia: prácticas audiovisuales indígenas del Perú[4]
- 2018: Ánima absorta[5]